# 西里洛瓜伊諾拉
西里洛瓜伊諾拉（西班牙語：Cirilo Guaynora），是巴拿馬的城鎮，位於該國東部，由恩貝拉-沃內安特區的塞馬科區負責管轄，面積434.8平方公里，2010年人口2,197，人口密度每平方公里5.05人。